# Łomnica-Młyn
Łomnica-Młyn – część wsi Łomnica, położona w województwie wielkopolskim, w powiecie czarnkowsko-trzcianeckim, w gminie Trzcianka. Wchodzi w skład sołectwa Łomnica.
W latach 1975–1998 Łomnica-Młyn administracyjnie należała do województwa pilskiego.